# Route nationale 282
Die Route nationale 282, kurz N 282 oder RN 282, ist eine französische Nationalstraße, die als Schnellstraße nördlich der Hafenanlagen von Le Havre mit dem Ende der Autoroute A131 beginnend zum großen Verteilerknoten in Harfleur führt. Die N 282 ist als Teilstück der Europastraße 5 anzusehen. Sie ist als Kraftfahrstraße mit jeweils einem Fahrstreifen je Richtung errichtet.

## Verlauf
Die N 282 beginnt mit dem Autobahnstummel der A131 und führt dann Richtung Le Havre. Jeweils halbseitig sind Abfahrten in das Hafengebiet und in die Vororte von Le Havre erbaut.
Die Strecke wurde 1977 bis 1979 dem Verkehr übergeben. Weitere Ausbauten erfolgten 2003 und 2008.